# Index biologické stability
Index biologické stability je velmi jednoduchý, avšak zdlouhavý test biologické stability, založený na úbytku hmotnosti měřených materiálů v simulovaných podmínkách substrátů v květináči. Známé množství substrátu se vloží do plastového květináče a překryje se černou plastovou fólií, v průběhu pokusu se udržuje substrát stejně vlhký přídavkem vody. Každý měsíc se provádí vážení substrátů vysušených do konstantní vlhkosti. Ztráta hmotnosti organické hmoty se vyjadřuje v procentech a slouží jako ukazatel stability. Pokus trvá 120 dní.
Zajímavým zjištěním publikovaným v práci Lemaire (1997) je, že rašelina je méně stabilní než faremní komposty (viz tabulka 4).
Tabulka 4: Některé materiály a jejich index biologické stability dle Lemaire (1997)
| Druh organického materiálu   | Index biologické stability | poměr C:N |
| ---------------------------- | -------------------------- | --------- |
| faremní kompost              | 96,4                       | 10        |
| jemný faremní kompost        | 89,7                       | 10        |
| hrubý faremní kompost        | 93,5                       | 13        |
| kompost z borovicové kůry    | 97,4                       | 92        |
| jemná lignocelulosová vlákna | 96,8                       | 400       |
| hrubá lignocelosová vlákna   | 95,3                       | 400       |
| hrubé kokosové vlákno        | 100                        | 220       |
| německá rašelina Sphagnum    | 93,4                       | 20 – 40   |
| finská rašelina Sphagnum     | 85,0                       | 20 – 40   |
| lněný odpad (parzeří)        | 59,6                       | 110       |
| obilná sláma                 | 38                         | 80        |